# Greatest Hits (album de Steely Dan)
Pour les articles homonymes, voir Greatest Hits.
Albums de Steely Dan
Steely Dan (Japon)
(1978)
Greatest Hits (1978) est une compilation de chansons du groupe de Jazz rock américain Steely Dan.

Ce double album contient des chansons parues précédemment sur les six albums studios du groupe édités entre 1972 et 1977, ainsi que la chanson Here at the Western World, enregistrée en 1976 lors des sessions de l'album The Royal Scam et restée jusque-là inédite. 

## Titres de l’album
Toutes les compositions sont de Walter Becker et Donald Fagen sauf indication contraire

### Face un
1. Do It Again – 5:56
2. Reelin' In the Years – 4:37
3. My Old School – 5:46
4. Bodhisattva – 5:17

### Face deux
1. Show Biz Kids - 5:21
2. East St. Louis Toodle-Oo (Duke Ellington, Bubber Miley) - 2:45
3. Rikki Don't Lose That Number – 4:32
4. Pretzel Logic - 4:28
5. Any Major Dude Will Tell You - 3:05

### Face trois
1. Here at the Western World - 4:00 (précédemment inédite)
2. Black Friday – 3:39
3. Bad Sneakers – 3:16
4. Doctor Wu – 3:53
5. Haitian Divorce – 5:50

### Face quatre
1. Kid Charlemagne – 4:38
2. The Fez (Becker, Fagen, Paul Griffin) – 4:01
3. Peg - 3:56
4. Josie – 4:30